# Herne (Bélgica)
Herne es un municipio belga perteneciente a la provincia de Brabante Flamenco, en el arrondissement de Halle-Vilvoorde.
A 1 de enero de 2018 tiene 6643 habitantes. Comprende tres deelgemeentes: Herne, Herfelingen y Sint-Pieters-Kapelle.
Se ubica en el suroeste de la provincia, colindando con la localidad valona de Enghien.
Forma parte de la región histórica conocida como Pajottenland.

## Demografía

### Evolución
Todos los datos históricos relativos al actual municipio, el siguiente gráfico refleja su evolución demográfica, incluyendo municipios después de efectuada la fusión el 1 de enero de 1977.
| Gráfica de evolución demográfica de Herne entre 1846 y 2020 |
|                                                             |